# Love & Dance
Love & Dance é um reality show brasileiro produzido pela Formata em parceria com a Record, estreando em 8 de junho de 2025, sendo transmitido durante a pausa da primeira divisão do Campeonato Brasileiro de Futebol de 2025. É inspirado no formato britânico Flirty Dancing.
O programa apresentado pelo casal Felipe Andreoli e Rafa Brites coloca os participantes num date com o objetivo é encontrar um novo amor através da dança.

## Produção
Em 2022, Mariana Rios foi contratada pela RecordTV para apresentar o reality show Ilha Record e, posteriormente, a primeira temporada do inédito A Grande Conquista. Após comandar a atração em sua estreia, ela deixou a apresentação da segunda temporada, em 2024, alegando motivos pessoais, conforme noticiado pelo colunista Flávio Ricco, do portal R7. Ainda em 2024, Mariana foi convidada pela emissora para apresentar o programa baseado no formato britânico, com estreia prevista para o segundo semestre. No entanto, o projeto acabou sendo engavetado em decorrência de mudanças na grade de programação da emissora.
Em janeiro de 2025, a produção do formato foi retomada, e Mariana chegou a ser novamente cotada para a apresentação. Contudo, não firmou o compromisso devido à sua dedicação ao projeto autoral Basta Sentir, voltado à área de desenvolvimento pessoal e coaching. Com a saída de Mariana, a emissora escalou Rafa Brites e Felipe Andreoli, recém-contratados para comandar o Power Couple Brasil, para assumirem a apresentação do novo programa, repetindo a parceria do casal na televisão. Em seguida, Maris Orth foi contratada para atuar como jurada e comentarista na atração.
Em julho de 2025, enquanto aguardava a estreia da segunda fase do programa, o dating show foi renovado para uma segunda temporada, que entrou em fase de produção no mesmo período. Marco Luque participou como convidado de destaque na estreia da nova fase e passou a integrar o elenco fixo de comentaristas, ao lado de Marisa Orth.
Devido às mudanças na programação causadas pela transmissão do Brasileirão 2025, Felipe Andreoli e Rafa Brites chegaram a apresentar dois programas no mesmo dia durante alguns finais de semana. Eles dividiram tela entre o programa de relacionamento e o game show Game dos 100.

## Formato
O Love & Dance desafia participantes a desenvolver uma conexão única antes mesmo de trocarem uma única palavra. O processo acontece em três etapas principais:
- Parceria às cegas: Dois desconhecidos são selecionados para formar um casal e recebem uma coreografia especial para aprender juntos.
- Apresentação: Após ensaios intensos, os participantes se apresentam diante do público e dos apresentadores. A dança se torna a primeira forma de comunicação entre eles, revelando química, sintonia e emoção.
- Decisão final: Após a performance, o casal finalmente pode conversar e decidir se deseja continuar se conhecendo fora do reality.

A proposta do programa é explorar como a dança pode criar laços emocionais profundos, permitindo que os participantes descubram a química e a compatibilidade de maneira espontânea e envolvente.

## Exibição
Inicialmente, a primeira temporada estava planejada para contar com 13 episódios exibidos de forma contínua. No entanto, com a aquisição dos direitos de transmissão do Campeonato Brasileiro de Futebol de 2025 pela emissora, a programação precisou ser alterada. Como resultado, o dating foi dividido em duas temporadas no mesmo ano, com interrupções causadas pela exibição do campeonato, que tem sua transmissão dividida entre a Record, CazéTV e a Globo.
A primeira temporada foi ao ar até 6 de julho de 2025, com um total de 5 episódios. Já a segunda temporada estreou em 17 de agosto, com previsão de 8 episódios.

### Episódios
| Temporada | Temporada | Episódios | Exibição             | Exibição           |
| Temporada | Temporada | Episódios | Estreia de temporada | Final de temporada |
| --------- | --------- | --------- | -------------------- | ------------------ |
|           | 1         | 5         | 8 de junho de 2025   | 6 de julho de 2025 |
|           | 2         | 8         | 17 de agosto de 2025 | A definir          |

## Repercussão
Love & Dance estreou em um domingo no horário nobre da Record, enfrentando forte concorrência no SBT. De acordo com dados da Kantar IBOPE Media, referentes à Região Metropolitana de São Paulo, o reality show marcou 4,6 pontos durante o período em que concorreu com o Domingo Legal, apresentado por Celso Portiolli, que registrou 7 pontos entre 18h16 e 18h25. No mesmo dia, o Roda a Roda, apresentado por Rebeca Abravanel, também superou o programa com 5,8 pontos contra 5,0. Nos minutos finais, o Programa Silvio Santos com Patrícia Abravanel marcou 6,5 pontos ante 4,7 do reality.
Nas redes sociais, o programa teve boa aceitação inicial, com elogios à estética e ao clima leve da atração. Segundo a coluna de Flavio Ricco publicada pelo portal LeoDias, o cenário foi destacado como "acima dos padrões habituais da emissora", com elogios à produção visual. O texto também mencionou que o programa, por ser uma estreia, apresentou características de roteiro mais fechado e edição marcada por cortes visíveis, mas que contribuíram para manter o ritmo do episódio. A apresentação de Rafa Brites e Felipe Andreoli foi bem recebida, sendo comparada de forma simpática a ícones da televisão brasileira como Blota Júnior e Sônia Ribeiro. Os jurados Marisa Orth, Marco Luque e Tiazinha foram descritos como descontraídos e acessíveis, com opiniões mais próximas do olhar do público geral do que da técnica da dança.
Algumas críticas pontuaram que a seleção dos participantes poderia ter sido mais criteriosa, mas há expectativa de evolução nos próximos episódios. De forma geral, a proposta do programa foi considerada interessante, com potencial de crescimento mesmo diante da concorrência consolidada nas noites de domingo.